# Stefano Tatai
Stefano Tatai (Rome, 23 mars 1938 - Tenerife, 29 mai 2017) est un joueur d'échecs italien d'origine hongroise.
En 1958, il obtient le titre de Maître, auprès de la Fédération italienne des échecs. En 1966, il devient maître international. Sur une période de 30 ans, il remporte douze fois le titre de champion d'Italie : en 1962, 1965, 1967, 1970, 1974, 1977, 1979, 1983, 1985, 1990, 1991 et 1994. C'est un total inégalé (Vincenzo Castaldi, en deuxième position de la liste des multichampions, possède sept titres).

## Parties
Voici deux prestigieuses victoires de Tatai, l'une contre le GM néerlandais Jan Timman, et l'autre contre le GM danois Bent Larsen :
Stefano Tatai - Jan Timman (Amsterdam 1970)

1.e4 g6 2.d4 Fg7 3.c3 d6 4.Cf3 Cf6 5.Cbd2 O-O 6.Fe2 Cc6 7.O-O e5 8.dxe5 Cxe5 9.Cxe5 dxe5 10.Dc2 b6 11.Te1 Fb7 12.Ff1 Dd7 13.Cc4 Tfe8 14.f3 a5 15.Fe3 Dc6 16.Ca3 Ted8 17.Tad1 Ff8 18.Fb5 De6 19.Db3 Dxb3 20.axb3 c6 21.Txd8 Txd8 22.Fxb6 Td2 23.Cc4 Tc2 24.Fa4 Cd7 25.Fe3 Cc5 26.Tc1 Txc1+ 27.Fxc1 Cd3 28.Fe3 Fa6 29.Cxa5 Cxb2 30.Cxc6 Cd1 31.Fb6 Cxc3 32.Cxe5 Fd6 33.Cg4 Fd3 34.e5 Fe7 35.Ce3 Fg5 36.Fc6 Ff4 37.Cd5 Ce2+ 38.Rf2 Fxh2 39.f4 Cxf4 40.Cf6+ Rg7 41.Cg4 1-0
Bent Larsen - Stefano Tatai (Las Palmas 1972)

1.c4 g6 2.Cc3 Fg7 3.g3 c5 4.Fg2 Cc6 5.Cf3 e6 6.O-O Cge7 7.d3 O-O 8.Ff4 e5 9.Fd2 d6 10.Tb1 h6 11.Ce1 Fe6 12.Cd5 a5 13.Cc2 Fxd5 14.cxd5 Cb4 15.Cxb4 axb4 16.Db3 Dd7 17.a3 bxa3 18.bxa3 Tfb8 19.f4 exf4 20.Txf4 g5 21.Te4 Cg6 22.a4 Ce5 23.a5 f5 24.Ta4 b5 25.Ta2 b4 26.e3 Dd8 27.d4 cxd4 28.exd4 Cg4 29.h3 Fxd4+ 30.Rh1 Cf2+ 31.Rh2 Txa5 32.Txa5 Dxa5 33.Dc2 Ce4 34.Fxb4 Dxd5 35.Dc7 Tf8 36.Td1 Tf7 37.Dc8+ Tf8 38.Dc2 Ta8 39.Dd3 Ta1 40.Dxd4 Txd1 41.Da7 Dd4 42.Db8+ Rh7 43.Dc7+ Rg6 0-1